# Université Curtin

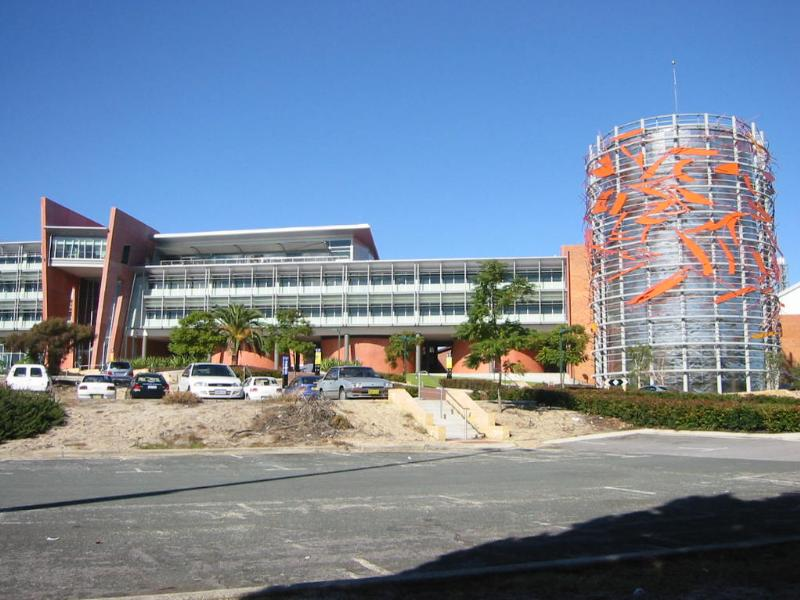
L'université Curtin.

L’université Curtin (en anglais : Curtin University) est l’institution d’éducation supérieure la plus importante de l’État d'Australie-Occidentale. Elle a son principal campus à Perth, dans cet État. Fondée en 1966, elle fut d'abord connue comme le Western Australian Institute of Technology (WAIT) puis à partir de 1986 comme l'université de technologie Curtin avant de prendre son nom actuel en 2010. Elle est nommée d'après John Curtin, premier ministre d'Australie pendant la Seconde Guerre mondiale.

## Facultés
Depuis 2007, elle est divisée en 5 facultés (appelées auparavant divisions). Ce sont : 
- Centre des études aborigènes
- École de commerce Curtin
  - School of Accounting
  - School of Business Law and Taxation
  - School of Economics and Finance
  - School of Information Systems
  - School of Management
  - School of Marketing
  - Graduate School of Business
- Faculté des sciences de la Santé
  - Centre for International Health
  - School of Nursing and Midwifery
  - School of Occupational Therapy and Social Work
  - School of Pharmacy
  - School of Physiotherapy
  - School of Psychology and Speech Pathology
  - School of Public Health
- Faculté de Lettres
  - School of Built Environment
  - School of Design and Art
  - School of Media, Culture and Creative Arts
  - School of Education
  - School of Social Sciences and Asian Languages
  - Curtin English Language Centre
  - Centre for Human Rights Education
- Faculté des sciences et des métiers de l'ingénieur
  - School of Science
  - School of Chemical and Petroleum Engineering
  - School of Civil and Mechanical Engineering
  - School of Electrical Engineering and Computing
  - School of Agriculture and Environment (Muresk Institute)
  - West Australian School of Mines

## Personnalités liées à l'université

### Étudiants
- James Angus (né en 1970), sculpteur australien